# Ratpenat d'espatlles grogues equatorià
El ratpenat d'espatlles grogues equatorià (Sturnira aratathomasi) és una espècie de ratpenat que es troba a Colòmbia, l'Equador, el Perú i Veneçuela.